# 샌포드번스틴
샌포드번스틴(Sanford C. Bernstein & Co., Bernstein) 혹은 샌포드 번스타인은 월스트리트의 세계적 자산운용그룹 중 하나인 얼라이언스번스틴 그룹의 셀사이드(sell-side) 부문 조직이다. 번스타인은 독립적인 연구기관으로서, 금융 투자전략 및 연구 분야에서 버지브라켓 투자은행들을 제치고 세계 최고의 기관으로 평가된다.

## 소개
샌포드 번스틴은 1967년, 개인고객을 대상으로 하는 투자관리회사로 설립되었다. 2000년 10월, 얼라이언스 캐피탈社는 샌포드 번스틴을 인수하면서 얼라이언스번스틴 (AllianceBernstein)으로 사명을 변경하였다. 국내에서는 샌포드 번스타인 혹은 줄여서 번스타인 리서치로 불리기도 한다.

## 연구분야
샌포드 번스틴의 리서치 연구분야는 기초연구, 양적연구, 경제연구 및 환율예측 등을 포함한다. 또한 고객의 요구에 따라 맞춤형 양적서비스 및 무역서비스를 제공한다. 타 기관의 조사에 의하면 샌포드 번스틴은 셀사이드 연구분야의 독립조직으로 전세계에서 가장 신뢰받는 연구소로 인식된다. 번스틴은 또한 매우 정교한 정량기술을 통해 상향식(bottom-up) 커버리지와 포트폴리오 전략을 제공한다. 번스틴의 리서치 브랜드는 중립적이고 깊이있는 기업 및 산업 예측전망으로 유명한 번스틴社의 블랙북(Blackbook)이 대표한다. 샌포드 번스틴의 주요 연구 인력은 통상적 월스트리트 금융회사와는 달리, 해당분야 박사, 전문의, 글로벌 기업 임원 출신 등 깊이있는 이해도를 보유한 산업 전문가 그룹으로 구성된다. 

## 지사
샌포드 번스틴은 뉴욕, 로스앤젤레스, 런던, 스톡홀름, 취리히와 홍콩 등에 지사를 두고 있다.

## 기타
높은 가격으로 바이사이드 펀드 매니저들 사이에서 유명하다. 월스트리트의 버지브라켓 은행들 대비 적게는 두배 많게는 다섯배 이상 비싼 자문료를 운영하고 있으며, 트레이딩도 두배 가까이 비싸다. 하우스가 작으면 어카운트도 잘 열어주지 않는다고 한다. 2020년 현재 기준 대한민국에는 오피스가 없다.